# صهريج الحفرة الجانبية للمخ
صِهْريجُ الحُفْرَةِ الجَانِبِيَّةِ  هو صهريج من الصهاريج تحت العنكبوتية، يتشكل أمام كل فص صدغي من قبل االأم العنكبوتية عابرا  للثلم الوحشي.
يحتوي هذا الصهريج على الشريان الدماغي الأوسط.